# Daisuke Shima
Daisuke Shima (嶋 大輔 Shima Daisuke?) (Nishinomiya, Hyōgo, Japón; 22 de mayo de 1964) es un actor y cantante japonés. Es bien conocido por aparecer en series tokusatsu y otros dramas, como Yusuke Amamiya el guerrero Red Falcon en la serie Chōjū Sentai Liveman, como Shuji Koboku en Tokyo Elevator Girl, como el Capitán Harumitsu Hiura en Ultraman Cosmos, y como el dueño del café en Kisarazu Cat's Eye.

## Filmografía

### Series TV
| Año         | Título                                                                                            | Rol                          | Red      | Other notes    |
| ----------- | ------------------------------------------------------------------------------------------------- | ---------------------------- | -------- | -------------- |
| 1981        | Akane-san no Obentou                                                                              |                              | TBS      |                |
| 1982        | Ten made Agare                                                                                    |                              | ABC      |                |
| 1983 - 1984 | Hanasake Hanako 2                                                                                 |                              | NTV      |                |
| 1984        | Monday Drama Land / Hi Akko desu                                                                  |                              | Fuji TV  |                |
| 1985        | Monday Drama Land / Hi Akko desu                                                                  |                              | Fuji TV  |                |
| 1985        | Star Tanjou                                                                                       |                              | Fuji TV  |                |
| 1986        | Thursday Drama Street/San Shimai Tanteidan                                                        |                              | Fuji TV  |                |
| 1987        | The Hangman 6                                                                                     |                              | ABC      | episodio 12    |
| 1988        | Kokoro wa Lonely Kimochi wa                                                                       |                              | Fuji TV  |                |
| 1988 - 1989 | Chōjū Sentai Liveman                                                                              | Yuusuke Amamiya / Red Falcon | TV Asahi |                |
| 1989        | SCRAP                                                                                             |                              | TBS      |                |
| 1990        | Misora hibari Monogatari                                                                          | Kohei Hamada                 | Fuji TV  |                |
| 1991        | Kimidake ni Ai wo                                                                                 |                              | NTV      |                |
| 1991        | Yonimo Kimyou na Monogatari / Jouhi Setsugen                                                      |                              | Fuji TV  |                |
| 1992        | Tokyo Elevator Girl                                                                               | Shuji Koboku                 | TBS      |                |
| 1993        | Tokugawa Bugeichou: Yagyuu Sandai no Ken                                                          |                              | TV Tokyo |                |
| 1996        | Ai no Gekijou / Hitorikko Doushi                                                                  |                              | TBS      |                |
| 1997        | Tuesday Suspense Gekijou / Keiji                                                                  |                              | NTV      |                |
| 1998        | Monday Drama Special / Meitantei Katherine 5: Kochouran Satsujin Jiken                            | Kazuhiko Fuyuki              | TBS      |                |
| 1998        | Monday Drama Special / Part-Timer Deka, Tsukita Ani Imouto no Jikenbo: Michinoku Satsui no Kikyou | Makoto Kuragata              | TBS      |                |
| 1998        | Shin Ude ni oboe ari                                                                              | Wakasaya no Masukura         | NHK      | episodio 2     |
| 1999        | Happy, Ai to Kandou no Monogatari                                                                 | NHK                          |          | episodio 7     |
| 1999        | The Doctor                                                                                        |                              | TBS      | episodio 2 y 3 |
| 2000        | Jirochou Sangokushi                                                                               | Tsunoi                       | TV Tokyo |                |
| 2000        | Virtual Gir                                                                                       |                              | NTV      | episodio 7     |
| 2001        | Ai no Gekijou / Tanoshii Youchien                                                                 | Shigeo Yamamoto              | TBS      |                |
| 2001 - 2002 | Ultraman Cosmos                                                                                   | Captain Harumitsu Hiura      | TBS      |                |
| 2002        | Kisarazu Cat's Eye                                                                                | The cafe owner               | TBS      |                |
| 2003        | Hitonatsu no Papa e                                                                               |                              | TBS      | episodio 6     |
| 2003        | TRICK3                                                                                            | Shin'ichi Inoue              | TV Asahi | episodio 1 y 2 |
| 2004        | Monday Mystery Gekijou / Zako Kenji, Shiotadashi Kokorozashi no Jikenbo 2                         |                              | TBS      |                |
| 2005        | Fugou Keiji                                                                                       | Kazuhiko Tozuka              | TV Asahi |                |
| 2006        | Kazoku Zenzai                                                                                     | Hiroshitaro Ishii            | TBS      |                |
| 2007        | Ai no Gekijou / Ai no Uta!                                                                        | Naoya Komine                 | TBS      |                |
| 2008        | Yasuko dan Kenji                                                                                  | Masaru Shibuya               | NTV      |                |
| 2009        | Mama wa New half                                                                                  | Shiori                       | TV       |                |
| 2018        | From Today, It's My Turn!!                                                                        |                              | NTV      |                |

### Película
| Año  | Título                                                 | Rol                         | Estudio               |
| ---- | ------------------------------------------------------ | --------------------------- | --------------------- |
| 1983 | Miyuki                                                 | Ryuichi Masaki              | Toho                  |
| 1986 | Comic Zasshi nanka iranai!                             |                             | New Century Producers |
| 1987 | Itoshino Half Moon                                     | Hirokazu Ishida             | Nikkatsu              |
| 1987 | Saraba Itoshiki Hito yo                                | Mashiba                     | Toei Classic Film     |
| 1987 | à la carte Company                                     | Hideichi Aidashiba          | Shochiku Fuji         |
| 1988 | Marilyn ni Aitai                                       | Takahiko Okamoto            | Shochiku Fuji         |
| 1990 | Fuusen                                                 | Mizunuma                    | Toei                  |
| 1992 | 8-Man: Subete no Sabishii Yoru no tameni               |                             |                       |
| 1999 | BLOOD                                                  | Doctor Honda                | Nikkatsu              |
| 2000 | Semimatsuri no Shima                                   |                             | Argo Pictures         |
| 2000 | Shacking The Movie 2000                                |                             | Nikkatsu              |
| 2001 | Hyakujuu Sentai Gaoranger vs. Super Sentai             | Yusuke Amamiya / Red Falcon |                       |
| 2002 | Ultraman Cosmos 2: The Blue Planet                     | Captain Harumitsu Hiura     | Shochiku              |
| 2003 | Ultraman Cosmos vs. Ultraman Justice: The Final Battle | Captain Harumitsu Hiura     | Shochiku              |
| 2003 | Kisarazu Cat's Eye: Japan Series                       | Otoko no Kunshou            | Asmik Ace             |
| 2004 | Kaidan Shin Mimibukuro: Film Edition                   |                             | Slow Runner           |
| 2005 | Haruurara                                              |                             | Kine Master Film      |
| 2005 | Sengoku Jieitai 1549                                   | Mikuni Rikusouchou          | Toho                  |
| 2006 | Kisarazu Cat's Eye: World Series                       | Kunshou                     | Asmik Ace             |
| 2008 | Rock'n Roll Diet!                                      | Iwao Eguchi                 | Asmik Ace             |
| 2009 | Saikin Rettou                                          |                             | Toho                  |
| 2011 | Gakudori: Young Drifters                               |                             | Toei                  |
| 2020 | From Today, It's My Turn!! The Movie                   |                             | Toho                  |

### Banda sonora
- Hyakujuu Sentai Gaoranger vs. Super Sentai